# Андер Барренечеа Мугуруса
Андер Барренечеа Мугуруса (баск. Ander Barrenetxea Muguruza, нар. 27 грудня 2001, Сан-Себастьян) — іспанський футболіст, нападник клубу «Реал Сосьєдад».

## Ігрова кар'єра
Народився 27 грудня 2001 року в місті Сан-Себастьян. Вихованець юнацьких команд місцевих футбольних клубів «Антігуоко» та «Реал Сосьєдад». У дорослому футболі дебютував 2018 року виступами за третю команду останнього клубу, в якій того року взяв участь у 4 матчах четвертого іспанського дивізіону. Того ж року вісім матчів відіграв за «Реал Сосьєдад Б» в Сегунді Б.
Вже в сезоні 2018/19 юний нападник дебютував і за головну команду «Реал Сосьєдад» в Ла-Лізі.

## Статистика виступів

### Статистика клубних виступів
Станом на 19 липня 2020
| Сезон             | Команда           | Чемпіонат         | Чемпіонат | Чемпіонат | Національний кубок | Національний кубок | Національний кубок | Континентальні кубки | Континентальні кубки | Континентальні кубки | Інші змагання | Інші змагання | Інші змагання | Усього | Усього | Усього |
| Сезон             | Команда           | Ліга              | Ігор      | Голів     | Ліга               | Ігор               | Голів              | Ліга                 | Ігор                 | Голів                | Ліга          | Ігор          | Голів         | Ігор   | Голів  |        |
| ----------------- | ----------------- | ----------------- | --------- | --------- | ------------------ | ------------------ | ------------------ | -------------------- | -------------------- | -------------------- | ------------- | ------------- | ------------- | ------ | ------ | ------ |
| 2018–19           | «Реал Сосьєдад C» | ТД                | 4         | 1         |                    | -                  | -                  |                      | -                    | -                    |               | -             | -             | 4      | 1      |        |
| 2018–19           | «Реал Сосьєдад Б» | СДБ               | 8         | 1         |                    | -                  | -                  |                      | -                    | -                    |               | -             | -             | 8      | 1      |        |
| 2018–19           | «Реал Сосьєдад»   | ПД                | 9         | 1         | КІ                 | 0                  | 0                  |                      | -                    | -                    |               | -             | -             | 9      | 1      |        |
| 2019–20           | «Реал Сосьєдад»   | ПД                | 17        | 0         | КІ                 | 6                  | 3                  |                      | -                    | -                    |               | -             | -             | 23     | 3      |        |
| Усього за кар'єру | Усього за кар'єру | Усього за кар'єру | 38        | 3         |                    | 6                  | 3                  |                      | -                    | -                    |               | -             | -             | 45     | 6      |        |

## Титули і досягнення
- Володар Кубка Іспанії (1):

«Реал Сосьєдад»: 2019-20
- Чемпіон Європи (U-19): 2019